# الشرقي الضريس
 الشرقي الضريس (1955، بني عمير، إقليم الفقيه بن صالح) مدير عام الأمن الوطني المغربي بين 2006 - 2012. حالياً يشغل منصب وزير منتدب لدى وزارة الداخلية في حكومة بنكيران.

## نشأته
ولد في منطقة بني عمير بإقليم الفقيه بن صالح. درس سنة واحدة في كلية الحقوق في تونس قبل أن يلتحق بكلية الحقوق بالرباط حيث حصل على إجازة في العلوم السياسية.

### مسيرته المهنية
التحق سنة 1977 بوزارة الداخلية كمجند في اطار الخدمة المدنية، قبل أن يعين متصرفا مساعدا عام 1979.
وفي أول يناير سنة 1988 عين في منصب قائد ملحق بالإدارة المركزية بوزارة الداخلية ليرقى في الأول من مارس 1995 إلى منصب كاتب عام محافظة (وكيل محافظة) ملحق بالإدارة المركزية. وفي 27 سبتمبر 1998 عين عاملا على اقليم الحوز، ثم عاملا مديرا للشؤون العامة بوزارة الداخلية في ديسمبر 1999، ثم عاملا مديرا للولاة في 25 يوليو 2003.
عين واليا بالنيابة لتطوان في 29 ابريل 2005. وعين الضريس واليا على العيون بوجدور - الساقية الحمراء وعاملا على إقليم العيون في فترة حرجة، عرف كيف يتعامل بحكمة مع القضايا الحساسة هناك، كما أنه كان من أكثر الولاة اتصالا مع الصحافة.
في 15 سبتمبر 2006 عينه الملك محمد السادس مديرا عاما للأمن الوطني المغربي.